# کاتسویا ایواتاکه
کاتسویا ایواتاکه (انگلیسی: Katsuya Iwatake؛ زادهٔ ۴ ژوئن ۱۹۹۶) بازیکن فوتبال اهل ژاپن است.
از باشگاه‌هایی که در آن بازی کرده‌است می‌توان به باشگاه فوتبال اوراوا رد دیاموندز اشاره کرد.